# 阿德萊德市
阿德萊德市（英語：City of Adelaide）是南澳州阿德萊德的地方政府區域，行政範圍包括阿德萊德市中心、北阿德萊德、阿德萊德柏蘭。
阿德萊德市於1840年成立，其市政局是澳州最早成立的市政機構。首任市長為詹姆士·哈爾特爾·費沙，現任市長為夏世民，於2014年上任。自1919年，市長一職獲得「市長大人」（Lord Mayor）的尊稱。

## 歷史

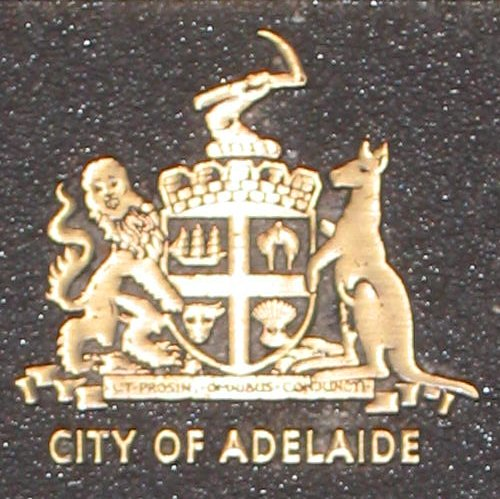
1929年，紋章院向阿德萊德市頒發的紋章，為阿德萊德市徽。

阿德萊德市旗在1982年8月2日獲市政局通過，正式刊憲為市旗。

南澳省成立初期由殖民地官員直接管理，並於1836年12月28日成立殖民地政府。1840年，阿德萊德市政法團（英語：The City of Adelaide Municipal Corporation）成立，成為澳州首個市政機構。1843年，當時殖民地陷入第一次經濟危機，時任市長韋信辭職，繼而引起憲法問題。市政法團陷入崩潰邊緣，在1843至1849年間，管治權收歸殖民地政府所有。1849至1852年間，市政法團由五名政府官員管理。隨着維多利亞州淘金潮所帶來的經濟復甦，市政法團在1852年重新成立，自此未曾因上述原因而停擺。但隨着市政法團重新成立，其與州政府和聯邦政府之間時常發生磨擦。
市政局在1840年成立初期，共19名議員（Councillor），當中產生4名首席議員（Aldermen），再由首席議員互選產生市長。1852年，市政局分成四個選區，市長由3名議員和1名首席議員中互選產生。直至1861年，市長由全體市政局議員互選產生，首席議員一職亦被裁撤。1873年，市政局分為六個選區，每個選區共兩席。1880年，重設6名首席議員，由各選區選出。1919年，市長（Mayor）一職冠上「Lord」尊稱，是為「市長大人」（Lord Mayor）；其後在1927年再獲得「非常尊貴的」（The Right Honourable）的尊稱。
1929年，紋章院向阿德萊德市頒發紋章。而市旗在1982年獲市政局通過成為阿德萊德市旗。
2015年，市政局為安裝蓄電系統提供經濟援助。

### 人口
20世紀末，阿德萊德市人口跌至新低，約13萬人；是1915年的百分之三十人口。1914年10月8日，查里斯·里德（Charles Reade）在阿德萊德市政廳舉行「花園城市vs阿德萊德貧民窟及市郊」（Garden cities v. Adelaide slums and suburbs）講座，提倡城市規劃立法等改革。他以當時阿德萊德引例，指出貧民窟導致市內人口密度過高。阿德萊德市政局批評里德的城市規劃及房屋改革方案，而當時媒體指出人民被逼在過渡擠逼的地方聚居，市政局忽視貧民窟之舉是無䅲：
市政局不懂反思，並似乎打算忽視貧民窟問題，以令地主收取更多利益。同時亦令貧民捱苦、面臨着因惡劣居住環境而引致的疾病。

戰後，隨着人口開始散佈在市中心以外，人口不斷跌至新低；20世紀末僅剩13萬人口。2001年7月3日，阿德萊德市政局推出《容力、活力、毅力》主題計劃（Capacity, Vivacity and Audacity），以提高市內人口密度。在寻求返回到较高密度的人口水平。計劃在2010年透過遊客及勞工以提高人口一倍。
根據市政局年度報告，阿德萊德市人口在計劃推行後迅速增長。
| 年度            | 2010-11 | 2009-10 | 2008-09 | 2007-08 | 2006-07 | 2005-06 | 2004-05 | 2003-04 | 2002-03 | 2001-02 | 2000-01 |  | 2006 目標     | 2010 目標     | 2012 目標 |
| 永久性居民      | 21,800  | 21,200  | 19,800  | 19,700  | 18,400  | 15,000  | 14,361  | 13,734  |         |         | 13,289  |  | 16,000 25,000 | 25,000 34,000 | 25,500    |
| 住宅            | 13,100  | 12,500  | 11,388  | 10,600  | 9,900   | 9,900   | 9,600   | 7,335   | 7,335   |         | 5,510   |  |               |               |           |
| 過夜人口        | 29,800  | 29,200  | 27,400  | 27,100  | 23,800  | 22,000  | 21,090  | 19,610  | 17,861  | 17,861  | 19,900  |  |               |               | 34,500    |
| 過夜遊客        | 8,000   | 8,000   | 7,600   | 7,400   | 5,400   | 7,000   | 6,729   | 5,866   |         |         |         |  |               |               |           |
| 每日遊客 (*)    | 86,500  | 79,000  | 74,000  | 60,000  | 75,000  | 75,000  | 75,000  | 103,500 | 103,500 |         |         |  | 125,000       | 150,000       |           |
| 勞工            | 126,500 | 126,500 | 118,500 | 108,000 | 108,000 | 99,000  | 95,682  | 93,000  | 93,000  |         | 89,000  |  | 98,000        | 111,000       | 125,000   |
| 學生            | 90,000  | 88,000  | 86,700  | 81,100  | 75,000  | 63,000  | 59,240  | 51,900  | 50,597  |         | 50,000  |  | 58,000        | 66,000        |           |
| 每日人口        |         | 220,000 | 205,000 | 208,200 | 190,000 | 200,000 | 200,000 | 216,000 | 215,000 |         |         |  |               |               |           |
| 辦公室面積 (**) |         | 1.503   | 1.443   | 1.200   | 1.184   | 1.038   | 1.100   | 1.109   |         |         |         |  |               |               |           |

＊市內遊客不限於阿德萊德市，亦包括阿德萊德都會區遊客數量。
＊＊平方公里的辦公室面積。阿德萊德市總面積約15.6 km2，其中7.6 km2為柏蘭。資料來源：
2010-11年
2009-10年度
2008-09年
2007-08年
2006-07年
2005-06年的
2004-05年
2003-04年
2002/03年
2001-02年
2000-01
1999年-00
1998-99
1997-98年

## 地域行政分區及郵政編碼
| 地區（英）     | 地區（中） | 郵便編號 |
| -------------- | ---------- | -------- |
| Adelaide       | 阿德萊德   | 5000     |
| North Adelaide | 北阿德萊德 | 5006     |

## 市政局服務及設施
市政局除了提供市政服務外，亦包括：
- U-Park：市政局轄下11個停車場，位於中央街市、高志街、高勒廣場、君埠街、卑利／方蘭德士街、禮智廣場、溫都摩、多咸、士德街、韋也治、霍林。
- 阿德萊德中央街市：菜蔬、水果或其他農作物街市，亦是著名旅遊景點。
- 阿德萊德水上活動中心：設暖水泳池、跳水台、體育館。
- 市政局圖書館及社區中心：提供書籍、音樂、影片、電子遊戲供市民借閱，另外提供電腦上網服務。
- 免費巴士服務：市政局經營四條穿梭市中心的巴士路線：98A、98C、99A、99C。2007年引進名為Tindo的太陽能巴士（Tindo在加雲拿語中意為「太陽」）。[14] A線為逆時針循環線、而C線為順時針循環線。[15]

## 友好城市
阿德萊德市目前與以下城市達成友好城市安排：
- 新西兰 紐西蘭基督城（自1972年）
- 马来西亚 馬來西亞喬治市（自1973年）
- 日本 日本姬路市（自1982年）
- 美国 美國奥斯汀（自1983年）
- 中国 中國大連市（自2001年）
- 中国 中國成都市（自2001年）
- 中国 中國青島市（自2013年）

## 著名居民
- 威廉·布拉格：諾貝爾物理學奬得奬者，發現關於X射線繞射的布拉格定律。[17]
- 霍華德·弗洛里：諾貝爾尔生理學或醫學奬得奬者，開發及應用青霉素。[18]
- 羅賓·沃倫：諾貝爾生理學或醫學奬得奬者。[19]
- 肖恩·米科爾夫：演員。
- 弗蘭克·伍德利：演員、喜劇演員。
- 保羅·麥克德莫特：節目主持人。
- 唐納德·布拉德曼：澳洲板球運動員。
- 朱莉亞·吉拉德：第27任澳洲總理。

## 外部連結
- 阿德萊德市政局官方網站 （页面存档备份，存于）
- 阿德萊德市社區槪況
- 阿德萊德市簡介及人口（2008-09年度報告）
- 维基共享资源上的相關多媒體資源：阿德萊德市